# 翼鼠海豚属
翼鼠海豚属（学名：Pterophocaena）是鼠海豚科下的一个已滅絕的属，生存於中新世時期的日本。

## 下属物种
本属包括以下物种：
- 西野翼鼠海豚 Pterophocaena nishinoi Murakami et al., 2012